# Nome sancionado
Em micologia, nome sancionado é um nome que foi adotado (mas não necessariamente cunhado), em algumas das obras dos autores Christiaan Hendrik Persoon ou Elias Magnus Fries, que são considerados os principais especialistas em taxonomia de fungos.

## Definição e efeitos
Os nomes sancionados são aqueles que, independentemente de sua autoria, foram usados por Christiaan Hendrik Persoon na obra Synopsis Methodica Fungorum  (1801) para fungos ferrugens e morrões, e por Elias Magnus Fries na publicação Systema Mycologicum (três volumes, lançados entre 1821-32) e Elenchus fungorum para todos os outros fungos.
Um nome sancionado, conforme definido no artigo 15 do Código Internacional de Nomenclatura Botânica é automaticamente adotado e tem prioridade sobre todos os sinônimos ou homônimos anteriores. Pode ainda, no entanto, ser conservado ou rejeitado normalmente.